# パーフェクト・ストレンジャー
『パーフェクト・ストレンジャー』（原題：Perfect Stranger）は、2007年公開のアメリカ映画。幼馴染の死の真相を暴くべく広告業界の大物の下へ潜入する女性記者を描くサスペンス映画である。ジェームズ・フォーリー監督、ハル・ベリー主演作品。
2007年4月に55の国と地域で公開された。日本では、ソニー・ピクチャーズ エンタテインメントではなく、ブエナ ビスタ インターナショナル（ジャパン）の配給で全世界で最も遅れた同時公開の5か月後に公開された。

## ストーリー
名うての女性記者ロウィーナ・プライスは、半年がかりで得た某議員のスクープが圧力によって潰されたことに反発して新聞社を辞めてしまう。そんな彼女の下に幼馴染のグレースがやってきて、広告業界の大物ハリソン・ヒルの不倫スキャンダルで記事を書いて欲しいと頼んできた。しぶしぶ承諾するロウィーナだったが、数日後、グレースは川に沈められているところを発見される。
グレースの死はハリソンの口封じでは無いかと考えたロウィーナは、大スクープを得るべく元同僚のマイルズと組んで独自に調査を開始、偽名でハリソンの会社へ単独潜入する。

## 登場人物
- ロウィーナ・プライス

元新聞記者。本作の主人公。
- ハリソン・ヒル

広告業界の大物。グレース殺害の有力容疑者。
- マイルズ・ハーレイ

ロウィーナの元同僚。主人公の協力者。
- グレース

ロウィーナの幼馴染。事件の被害者。男の扱いに長けている」自信を持つ。
- スティーブン

上院議員。
- ジョシュ

スティーブンの交際相手。
- チャック

グレースの恋人。
- エリザベス

グレースの母。
- ミア

ハリソンの妻。
- ジョージー

レズビアンの女性。
- キャメロン

ロヴィーナの元恋人。
- テハダ

警部補。

## 提示される謎
- ミス・ディレクション（ノックスの十戒（第七戒）に違反）
- 最後の一撃（ふりだしに戻る）

## キャスト
| 役名                   | 俳優                         | 日本語吹替                               |
| ---------------------- | ---------------------------- | ---------------------------------------- |
| ロウィーナ・プライス   | ハル・ベリー                 | 本田貴子                                 |
| ハリソン・ヒル         | ブルース・ウィリス           | 内田直哉                                 |
| マイルズ・ハーレイ     | ジョヴァンニ・リビシ         | 森川智之                                 |
| キャメロン             | ゲイリー・ドゥーダン         | 古澤徹                                   |
| ジョージー             | ダニエラ・ヴァン・グラース   | 湯屋敦子                                 |
| ミア・ヒル             | ポーラ・ミランダ             | 亀井芳子                                 |
| アービス・ナーロン     | リチャード・ポートナウ       | 楠見尚己                                 |
| カレン・テハダ警部補   | フロレンシア・ロザーノ       | 唐沢潤                                   |
| グレース               | ニッキー・エイコックス       | 宮島依里                                 |
| エリザベス・クレイトン | キャスリーン・チャルファント | 久保田民絵                               |
| エスメラルダ           | パティ・ダーバンヴィル       | 津田真澄                                 |
| ジーナ                 | クレア・ルイス               | 松久保いほ                               |
| ベタニー               | タマラ・フェルドマン         | 浅野真澄                                 |
| ビル・パテル           | ジェイソン・アントゥーン     | 原田晃                                   |
| 地上波初放送           |                              | 2012年9月12日 TBS 「水曜プレミアシネマ」 |

## スタッフ
- 監督：ジェームズ・フォーリー
- 脚本：トッド・コマーニキ
- 原案：ジョン・ボーケンキャンプ
- 製作：エレイン・ゴールドスミス＝トマス
- 製作総指揮：ロナルド・M・ボズマン、デボラ・シンドラー、チャールズ・ニューワース
- 撮影監督：アナスタス・N・ミコス
- 美術：ビル・グルーム
- 編集：クリストファー・テレフセン
- 音楽：アントニオ・ピント
- キャスティング：トッド・セイラー
- 共同製作：ステファニー・ステファニー・ラングホフ、ダニエル・A・トマス
- 音楽監修：デニス・ルイソ
- 衣装：レネー・アーリッヒ・カルフス

## 評価
レビュー・アグリゲーターのRotten Tomatoesでは142件のレビューで支持率は10%、平均点は3.50/10となった。Metacriticでは31件のレビューを基に加重平均値が31/100となった。